# Диего де лос Риос
Диего де лос Риос и Николау (9 апреля 1850 — 4 ноября 1911) — испанский военный и государственный деятель, последний генерал-губернатор Филиппин (сентябрь — 10 декабря 1898 года).

## Биография
Родился 9 апреля 1850 года в Гвадалахаре. В сентябре 1898 года Диего де лос Риос был назначен испанским генерал-губернатором Филиппин. Он занял свой пост после Испано-американской войны, когда США одержали победу над испанцами и 13 августа 1898 года захватили Манилу. После капитуляции Манилы столица Испанских Филиппин переместилась в Илоило. После завершения испано-американской войны испанцы продолжили бороться с филиппинскими повстанцами за контроль над страной за пределами Манилы и Манильского залива.
Желая спасти Висайские острова и Минданао от захвата филиппинскими революционными силами, Диего де лос Риос попросил испанское правительство разрешить провести некоторые реформы, на которых настаивали жители Илоило. Испанский губернатор издал в Илоило воззвание к населению Висайских островов с призывом создать «совет реформ», состоящий из 24 видных граждан, 12 из которых будут избраны всенародным голосованием, а еще 12 будут назначен самим генерал-губернатором. Однако предоставленные реформы удовлетворили только нескольких лидеров повстанцев, а и филиппинская революция в Илоило разгорелась с новой силой.
28 октября 1898 года вспыхнуло всеобщее восстание против испанской колониальной администрации на острове Панай, особенно в провинции Илоило. В тот день все города провинции Илоило были освобождены от испанского контроля. К первой неделе ноября в руках испанцев остались только города Яро, Моло и Илоило. 21 ноября 1898 года Яро был передан испанцами революционным отрядам провинции Илоило.
Его срок пребывания на посту генерал-губернатора Филиппин юридически закончился 10 декабря 1898 года, когда был подписан Парижский мирный договор о передаче суверенитета над Филиппинскими островами от Испании к Соединенным Шататам Америки. Но филиппинская революция продолжалась и в феврале 1898 года переросла в Филиппино-американскую войну.
Когда испанские войска были окружены революционными отрядами на позициях, которые они занимали в городах Илоило и Моло, испанское колониальное руководством под руководством Диего де лос Риоса начало вести переговоры с восставшими филиппинцами. Итогом переговоров стала эвакуация испанских войск из городов Моло и Илоило и их последующая капитуляция перед филиппинскими силами под командованием генерала Мартина Дельгадо на площади Альфонсо XII (ныне площадь Свободы) 23 декабря 1898 года, что означало, что город Илоило являлся последней столицей Испанской империи в Азиатско-Тихоокеанском регионе.
Диего де лос Риос покинул Илоило и временно остановился в Форте Пилар в городе Замбоанга, приведя с собой остатки испанских колониальных силы накануне капитуляции испанцев на Висайских островах перед революционерами 24 декабря 1898 года.
После прибытия в Форт Пилар 24 декабря 1898 года Диего де Лос Риос немедленно начал подготовку к обороне от филиппинских революционеров. Он вывел колониальные войска из провинций Котабато и Ланао, сосредоточив их все в Форте Пилар. Генерал-губернатор острова Минданао генерал Харамильо передал своё командованием генералу Монтеро, бывшему губернатору Себу, а в декабре того же года отбыл в Манилу.
6 января 1899 года Диего де Лос Риос прибыл в Манилу, которая находилась под контролем американцев (после подписания 10 декабря 1898 года Парижского мира). Диего де лос Риос взял на себя ответственность за репатриацию и освобождение последних военнопленных, вел переговоры с американским генерал-майором и губернатором Филиппин Элвеллом Отисом и президентом Филиппин Эмилио Агинальдо. 3 июня 1899 года Диего де лос Риос во главе большого контингента испанских войск (в основном войск, дислоцированных в Замбоанге и Холо, прибывших в Манилу в мае), отплыл в Испанию.
После возвращения в Испанию Диего де лос Риос занимал пост начальника центрального штаба. В 1907 году он получил чин генерал-лейтенанта, а в 1910 году стал генерал-капитаном 1-го военного округа (Кастилья-ла-Нуэва, включая Мадрид, и Эстремадура). В том же 1910 году он был избран сенатором от Касереса. Диего де лос Риос занимал эти должности до своей смерти в 1911 году.